# Villerino del Monte
Villerino del Monte (en asturiano y oficialmente: Viḷḷeirín) es una casería que pertenece a la parroquia de Borres en el concejo de Tineo (Principado de Asturias). Se encuentra a 637 m s. n. m. y está situada a 16,60 km de la capital del concejo, la villa de Tineo. 

## Población
En 2020 contaba con una población de 9 habitantes (INE, 2020) repartidos en un total de 10 viviendas (INE, 2010).